# John Kelly (Fußballspieler)
John Kelly (* unbekannt; † nach 1938) war ein schottischer Fußballtorhüter, der drei Spiele im schottischen Pokal für Celtic Glasgow bestritt.

## Karriere
John Kelly gab sein Debüt für Celtic Glasgow bei einem 7:1-Sieg im Freundschaftsspiel über Mitchells St. George’s am Silvesterabend 1888. Am 3. Januar 1889 stand er im Tor bei dem Spiel gegen die englische Mannschaft der Corinthians, das vor der damaligen Rekordkulisse von 21.000 Zuschauern im Celtic Park ausgetragen wurde. Am 12. Januar 1889 absolvierte er sein erstes Pflichtspiel für Celtic im Halbfinale des schottischen Pokals. Das Spiel gegen den FC Dumbarton im Boghead Park gewann Celtic mit 4:1. Der ein Jahr zuvor gegründete Verein aus Glasgow erreichte damit zum ersten Mal das Endspiel. Das Finale wurde am 2. Februar 1889 gegen Third Lanark ausgespielt. Zum Zeitpunkt des Spiels herrschte im Finalspielort Glasgow starker Schneefall. Der Verband entschied nach Protesten beider Mannschaften das Endspiel als Freundschaftsspiel zu werten. Das Wiederholungsfinale am 9. Februar 1889 gewann Lanark mit 2:1. Kelly verlor seinen Platz im Tor von Celtic im Mai 1889 nach einer 2:5-Niederlage im Glasgow Merchants Charity Cup gegen den FC Renton.